# Jean-Pascal Delamuraz
Jean-Pascal Delamuraz (ur. 1 kwietnia 1936 w Vevey, zm. 4 października 1998 w Lozannie) – szwajcarski polityk.

## Życiorys
Został wybrany do Szwajcarskiej Rady Związkowej 7 grudnia 1983 jako członek Demokratycznej Partii Wolnościowej.
Kierował departamentami:
- departament ds. wojskowych (1984–1986)
- departament spraw gospodarczych (1987–1998)

Dwukrotnie sprawował urząd przewodniczącego Szwajcarskiej Rady Związkowej (Prezydent Szwajcarii) w latach 1989 oraz 1996.